# آرچی مایو

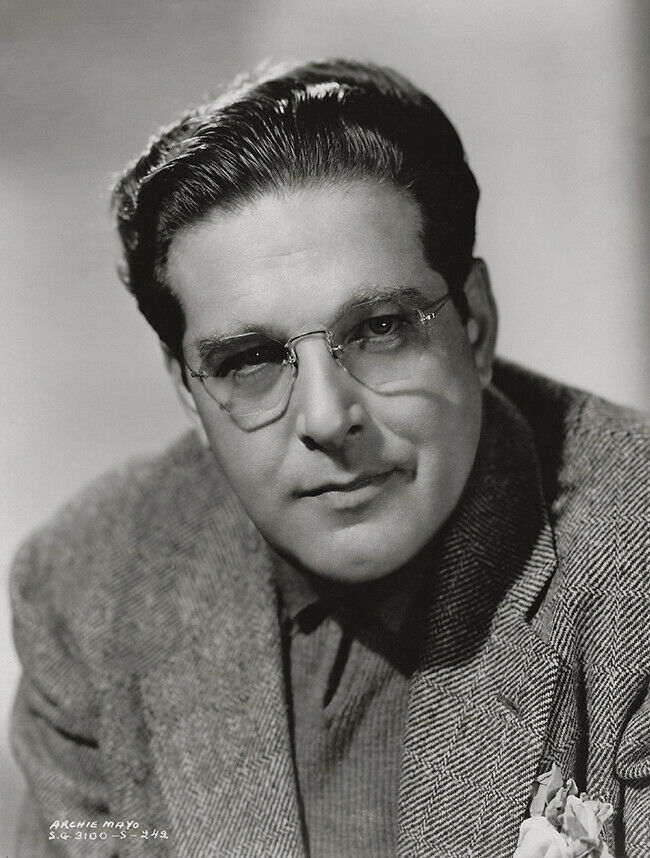
آرچی مایو

آرچیبالد ال. "آرچی" مایو (انگلیسی: Archibald L. "Archie" Mayo; ۲۹ ژانویهٔ ۱۸۹۱ – ۴ دسامبر ۱۹۶۸) یک کارگردان فیلم و هنرپیشه تئاتر اهل ایالات متحده آمریکا بود.
از فیلم‌های او می‌توان به شهردار جهنم اشاره نمود.